# 인시디어스: 빨간 문
《인시디어스: 빨간 문》(영어: Insidious: The Red Door)은 2023년 개봉한 미국의 초자연 공포 영화이다. 배우 패트릭 윌슨의 감독 데뷔작이며 그가 주연 역시 맡았다. 《인시디어스 4: 라스트 키》(2018) 후속작이자 인시디어스 시리즈 다섯 번째 작품이다.

## 줄거리
램버트 가족은 악령들을 잠재우기 위해 다시 한 번 어두운 과거와 빨간 문 너머에 있는 "더 먼 곳"(The Further)의 끔찍한 공포를 마주하게 된다.

## 출연진
- 타이 심프킨스 - 돌턴 램버트 역
- 패트릭 윌슨 - 조시 램버트 역
- 로즈 번 - 러네이 램버트 역
- 싱클레어 대니얼 - 크리스 윈즐로 역
- 히암 아바스 - 아르마간 교수 역
- 앤드루 애스터 - 포스터 램버트 역
- 조지프 비샤라 - 립스틱페이스 악령 역
- 데이비드 콜 - 스매시 페이스 / 벤 버턴 역
- 리 워넬 - 스펙스 역
- 앵거스 샘프슨 - 터커 역
- 린 셰이 - 엘리스 레이니어 역
- 다그마라 도민치크 - 사제 목소리 역